# Saint-Geniès-de-Fontedit
Saint-Geniès-de-Fontedit (okzitanisch: Sant Ginièis) ist eine französische Gemeinde mit 1.695 Einwohnern (Stand: 1. Januar 2022) im Département Hérault in der Region Okzitanien. Sie gehört zum Arrondissement Béziers und zum Kanton Cazouls-lès-Béziers. Die Einwohner werden Saint-Geniessois genannt.

## Geographie
Die Gemeinde Saint-Geniès-de-Fontedit liegt etwa 14 Kilometer nordnordwestlich von Béziers. Umgeben wird Saint-Geniès-de-Fontedit von den Nachbargemeinden Autignac im Norden, Magalas im Osten,  Puimisson im Südosten, Pailhès im Süden sowie Murviel-lès-Béziers im Südwesten und Westen.

## Bevölkerungsentwicklung
| Jahr                       | 1962 | 1968 | 1975 | 1982 | 1990 | 1999 | 2009 | 2020 |
| Einwohner                  | 1073 | 1029 | 1032 | 1022 | 1029 | 1076 | 1351 | 1676 |
| Quellen: Cassini und INSEE |      |      |      |      |      |      |      |      |

## Sehenswürdigkeiten
- Kirche Saint-Geniès aus dem 14. Jahrhundert, Umbauten aus dem 17. Jahrhundert
- Kapelle Saint-Fulcran von 1843

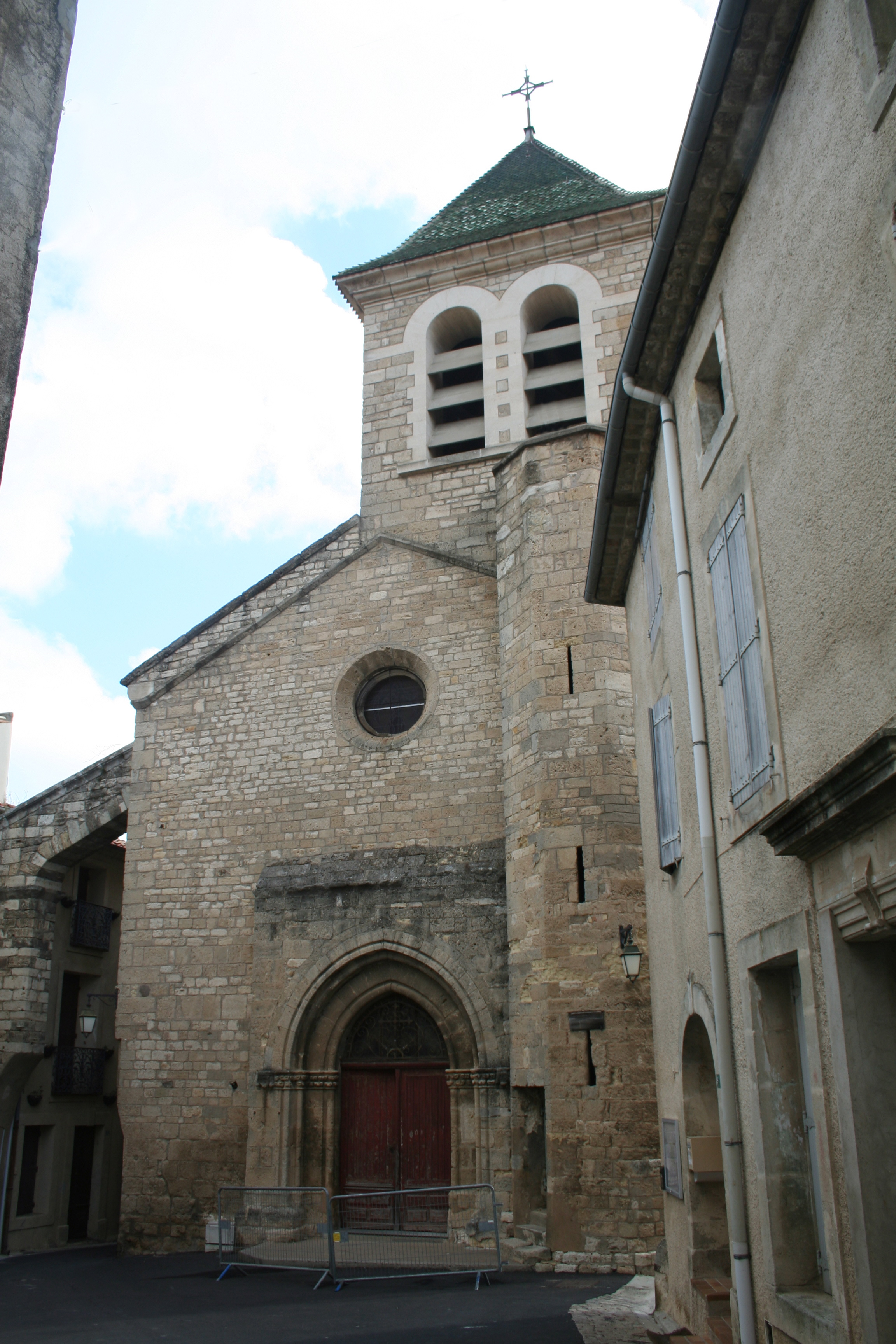
Kirche Saint-Geniès
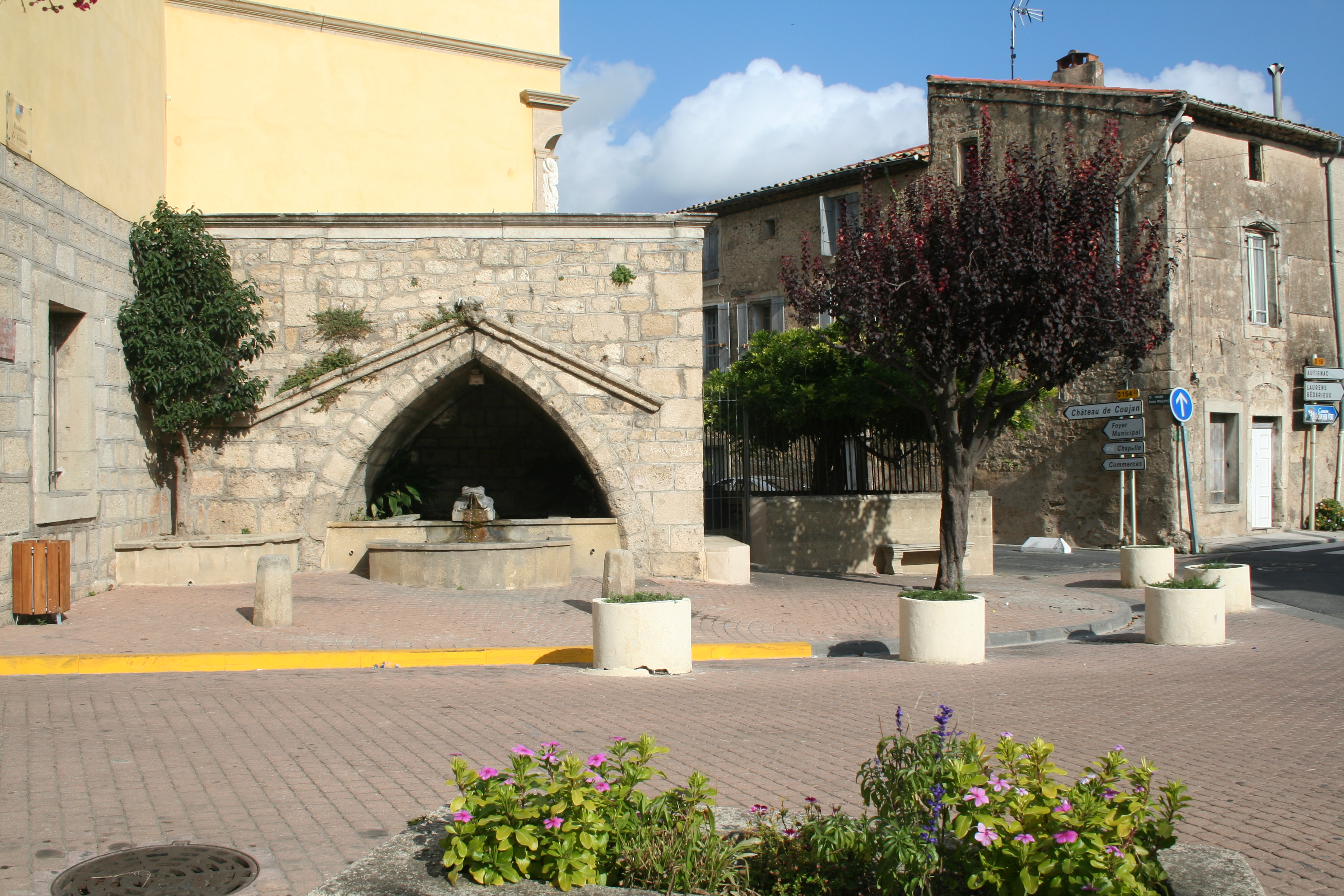
Brunnen

## Gemeindepartnerschaft
Mit der spanischen Gemeinde Albudeite in der Region und Provinz Murcia besteht eine Partnerschaft.